# Филип Глас
Филип Глас (на английски: Philip Glass) е американски композитор, определян като един от най-влиятелните за развитието на музиката в края на 20 век. Един от най-големите му приноси е популяризирането на арт музиката – процес, който вече е започнат от творци като Рихард Щраус, Курт Вайл и Ленард Бърнстайн.
Музиката му често е класифицирана като минималистична, въпреки че Глас е резервиран към този етикет. Самият той се описва като композитор на „музика с повтарящи се структури“. В по-късния етап на развитието на кариерата си започва да се определя като последовател на класицизма. Културното наследство на Глас включва опери, творби за музикален театър, девет симфонии, осем концерта, струнни квартети и филмова музика. Три пъти е номиниран за Оскар за най-добра филмова музика.

## Биография
Филип Глас е роден на 31 януари 1937 г. в Балтимор в еврейско семейство. Родителите му – Бенджамин Чарлз Глас (1906 – 1974) и Ида Гулин (1906 – 1983) – са деца на имигранти от Русия (днес Латвия). Баща му притежава магазин за грамофонни плочи.
В младостта си Филип Глас работи с индийския композитор Рави Шанкар, който става негов учител и повлиява върху цялото му по-нататъшно творчество.
Спечелва си световна известност през 1983 г. със саундтрака към първия филм от трилогията на Годфри Реджио „Койяанискаци“, „Повакаци“ и „Накойкаци“.
Известен е с операта си „Айнщайн на плажа“ (поставена през 1976 г. от Робърт Уилсън) и многобройните записи за американски филми като „Кундун“, „Шоуто на Труман“, „Часовете“, „Кендимен“, „Илюзионистът“ и минималистичните произведения „Music in twelve parts“ и „Music with changing parts“.
Глас пише музиката за церемонията при откриването на Летните олимпийски игри през 1984 г. в Лос Анджелис.
През 1966 г. Глас потегля от Париж за северна Индия, където се среща с тибетски бежанци и се запознава с будизма. Среща се с четиридесетия Далай Лама Тензин Гяцо през 1972 г. и оттогава е поддръжник на независимостта на Тибет.
През 1968 г. Глас основава групата „Philip Glass Ensemble“, за която пише музика и в която свири на клавишните инструменти.
През 1970 г. заедно с режисьора Ли Бруър основава в Ню Йорк театралната компания „Mabou Mines“.
Глас е автор на музиката към филмите на Андрей Звягинцев „Елена“ и „Левиатан“.
Филмите с музиката на Филип Глас три пъти са номинирани за „Оскар“.